# Nationale Kruisleger
Het Nationale Kruisleger is een in 1976 opgericht Nederlands kerkgenootschap, voortgekomen uit het Leger des Heils. De gelovigen zijn erg herkenbaar omdat de 'kruissoldaten' een uniform dragen. 

## Geschiedenis
Het Kruisleger werd opgericht op 11 november 1976. De achtergrond van de oprichting was dat de leden het niet eens waren met het ontbreken van de sacramenten binnen het Leger des Heils. Ook waren ze niet blij met het feit dat het vrijwilligerskarakter steeds meer werd uitgehold. Binnen de erediensten nemen dan ook de door Jezus zelf ingestelde sacramenten van Doop en Heilig Avondmaal een belangrijke plaats in.

## Doelstelling
Het Kruisleger stelt zich ten doel:
'De bevordering van de prediking en praktische beleving van het Evangelie van Jezus Christus aan en door hen, die als gevolg van hun materiële, verstandelijke en soortgelijke omstandigheden in de regel niet door enig kerkgenootschap worden bereikt, respectievelijk daarvan vervreemd zijn.
Het verlenen van maatschappelijke hulp en bijstand, alles in de ruimste zin des woords.'

## Doelgroep
De hulp van het Kruisleger is voor iedereen beschikbaar, ongeacht je ras, afkomst, religie of seksuele geaardheid. Het Leger is nauw betrokken bij de hulp van de zwakkeren in de samenleving, waaronder dak- en thuislozen.

## Uniform
De uniformen worden niet gedragen om een militaire indruk te wekken, maar men moet het zien als een symbool van een legermacht die optrekt tegen de Satan. Op het uniform zit een embleem met een kruis met lichtstralen. Op de pet zit een embleem dat verwijst naar het idee dat Kruissoldaten willen leven met het 'geopende Woord van God'.

## Financiën
Het Leger bestaat volledig uit vrijwilligers. Deze hoeven niks te ontvangen, omdat zij dit doen vanuit hun persoonlijke geloof in God. Het Leger krijgt enkel geld van particulieren en bedrijven. Ze weigeren bewust elke vorm van overheidssubsidie, omdat ze niet het risico willen lopen niet-christenen stageplaatsen te moeten aanbieden. 
In 2010 is er € 77.644 binnengekomen, daarvan is € 75.698 uitgegeven. Het Leger spendeerde in 2010 maar 0,9% van de inkomsten aan onkosten. 
51% van de inkomsten werd besteed aan: structurele noodhulp, 33% aan: aankoop en beheer en 15% aan evangelisatie en zending.